# Boucher (Koch)
Als Boucher (Aussprache [bu.ʃe], von französisch ‚Metzger‘) bezeichnet man in einer Küchenbrigade den Küchenfleischer. Er ist hauptsächlich für das Zerlegen und Ausbeinen von Schlachtfleisch zuständig. Außerdem muss er das Herstellen von Klärfleisch und Farcen beherrschen.
In kleineren bis mittleren Restaurationsbetrieben wird diese Arbeit oftmals vom Gardemanger übernommen.